# Mrs. Thompson
"Mrs. Thompson" (tradução portuguesa: "Senhora Thompson") foi a canção que representou a Noruega no Festival Eurovisão da Canção 1991, interpretada em norueguês pela banda Just 4 Fun (constituída por três cantores noruegueses (Marianne Antonsen, Jan Groth e  Hanne Krogh) e pelo islandês Eiríkur Hauksson. Foi a 14.ªa canção a ser interpretada na noite do festival, a seguir à canção dinamarquesa "Lige der hvor hjertet slår" , interpretada por Anders Frandsen e antes da canção israelita "Kan", interpretada pelo Duo Datz. Esta canção permanece como a única (até 2009) a não ser escolhida no  Melodi Grand Prix - os membros do grupo foram selecionados internamente pela televisão norueguesa NRK. A decisão interna também não foi feliz, pois a canção norueguesa terminou num modesto 17.º lugar (entre 22 canções), tendo recebido 14 pontos. 

## Autores
- Letra: Dag Kolsrud
- Música: P.G. Roness, Kaare Skevik Jr.
- Orquestrador: Pete Knutsen

## Letra
A canção é um número de uptempo, com um grupo cantando sobre e dirigida a uma mulher da classe média que é identificada apenas como "Mrs. Thompson". Ela é descrita como trabalhando bastante para um patrão que "acredita em horas extraordinárias" e tem uma rotina semanal previsível. Ela tem um "sonho" em toda a canção, na qual ela é impulsionada a tomar controlo da sua própria vida. O grupo considera-a como uma "heroína de todo o dia", sugerindo que a vida  dela tem mais valor do que parece.

## Versões
A banda gravou uma versão em inglês homónima "Mrs. Thompson"